# Richárd Bodor
Richárd Bodor (Pécs, 10 de mayo de 1979) es un deportista húngaro que compitió en natación, especialista en el estilo braza.
Ganó tres medallas de bronce en el Campeonato Europeo de Natación de 2004 y una medalla de bronce en el Campeonato Europeo de Natación en Piscina Corta de 2002.
Participó en dos Juegos Olímpicos de Verano, en los años 2004 y 2008, ocupando el séptimo lugar en Atenas 2004, en la prueba de 4 × 100 m estilos.

## Palmarés internacional
| Campeonato Europeo                  | Campeonato Europeo | Campeonato Europeo | Campeonato Europeo |
| Año                                 | Lugar              | Medalla            | Prueba             |
| ----------------------------------- | ------------------ | ------------------ | ------------------ |
| 2004                                | Madrid (España)    | Medalla de bronce  | 100 m braza        |
| 2004                                | Madrid (España)    | Medalla de bronce  | 200 m braza        |
| 2004                                | Madrid (España)    | Medalla de bronce  | 4 × 100 m estilos  |
| Campeonato Europeo en Piscina Corta |                    |                    |                    |
| Año                                 | Lugar              | Medalla            | Prueba             |
| 2002                                | Riesa (Alemania)   | Medalla de bronce  | 200 m braza        |